# Доклад на Литън
Докладът на Литън от 2 октомври 1932 година е доклад на анкетната комисия, създадена от Обществото на народите за разследване на Мукденския инцидент и последвалата Японска интервенция в Манджурия.
Той е изготвен от комисия от 5 представители на големи страни, водена от британеца Виктор Литън, чието име носят комисията и докладът. Те правят инспекция на място през пролетта на 1932 година и представят резултатите от нея в своя доклад. Той става основа на резолюция на Обществото на народите от началото на 1933 година, осъждаща агресията на Япония.
В резултат от това на 27 март Япония напуска Обществото на народите.